# Trina
Katrina Laverne Taylor (Miami, 3 de dezembro de 1978), mais conhecida pelo seu nome artístico Trina é uma rapper americana de Miami, Flórida. Trina primeiro ganhou notoriedade em 1998, com sua aparição no segundo álbum de estúdio de Trick Daddy, www.thug.com,  no single "Nann Nigga".   Desde então, lançou cinco álbuns de estúdio moderadamente bem-sucedidos.
Em 2010, q revista XXL a considerou "a rapper feminina mais consistente de todos os tempos"   e a revista The Source celebrou carreira de Trina em 2012 no Mês da história da mulher. Em 2013, a revista Complex classificou como Pull Over #27 em seu Top 50 melhores raps feito por mulheres.

## Discografia

### Álbuns
| Álbum            | Detalhes do Álbum                                                                                              | Melhores posições | Melhores posições | Melhores posições | Vendas        | Certificações |
| Álbum            | Detalhes do Álbum                                                                                              | EUA               | EUA R&B           | EUA RAP           | Vendas        | Certificações |
| ---------------- | --- | ----------------- | ----------------- | ----------------- | ------------- | ------------- |
| Da Baddest Bitch | - Lançamento: 21 de março de 2000 - Formato(s): CD, cassette, LP - Gravadora(s): Slip-N-Slide, Atlantic        | 33                | 11                | —                 | - : 700,000   | - RIAA: Ouro  |
| Diamond Princess | - Lançamento: 27 de agosto de 2002 - Formato(s): CD, LP - Gravadora(s): Slip-N-Slide, Atlantic                 | 14                | 5                 | —                 | - : 501,000   |               |
| Glamorest Life   | - Lançamento: 04 de outubro de 2005 - Formato(s): CD, LP - Gravadora(s): Slip-N-Slide, Atlantic                | 11                | 2                 | 2                 | - : 400,000   |               |
| Still da Baddest | - Lançamento: 01 de abril de 2008 - Formato(s): CD, LP, digital download - Gravadora(s): Slip-N-Slide, EMI, DP | 6                 | 1                 | 1                 | - : 400,000   |               |
| Amazin           | - Lançamento: 04 de maio de 2010 - Formato(s): CD, LP, digital download - Gravadora(s): Slip-N-Slide, EMI, DP  | 13                | 4                 | 2                 | - : 100,000   |               |
| The One          | - Lançamento: À ser lançado - Formato(s): CD, digital download - Gravadora(s): Penalty Entertainment LLC       | À ser lançado     | À ser lançado     | À ser lançado     | À ser lançado | À ser lançado |